# Ultrafiltratie
Ultrafiltratie is een filtratiemethode waarbij een vloeistof onder druk door een semipermeabel membraan wordt geperst. Vaak in de vorm van kruisstroom filtratie. De grootte van het drukverschil en het soort membraan bepalen de snelheid waarmee het vocht wordt onttrokken. Deeltjes groter dan 100 nm (afhankelijk van het type membraan kan dit nog kleiner zijn) zoals kleideeltjes, cellen van bacteriën of rode bloedcellen worden bij dit proces tegengehouden. Het op deze wijze verkregen zuivere eindproduct wordt aangeduid met permeaat. 
Ultrafiltratie is een van de vele methoden om vloeistoffen te zuiveren. Voordeel van deze methode is dat het hiermee mogelijk is om vrijwel alleen watermoleculen over te houden. De methode benadert dan ook destillatie. 
Microfiltratie, ultrafiltratie en nanofiltratie zijn vergelijkbare methoden, ze verschillen alleen in de grootte van de filteropeningen. De deeltjes die bij ultrafiltratie worden tegengehouden zijn kleiner dan bij microfiltratie. Alleen ultrafiltratie kan grote macromoleculen uit een oplossing verwijderen. Moleculen met een moleculair gewicht lager dan 1000 g/mol en ionen worden nauwelijks tegenhouden bij ultrafiltratie. Bij nanofiltratie kunnen nog kleinere moleculen worden tegengehouden, tot 200 g/mol, en meerwaardige ionen. Het onderscheid tussen nanofiltratie en ultrafiltratie wordt in de praktijk niet altijd gemaakt en beide worden dan aangeduid met ultrafiltratie.

## Waterzuivering
Ultrafiltratie wordt toegepast bij waterzuivering, zowel bij waterproductie als bij eindgebruikers.

### Productie
Bij de productie van water wordt ultrafiltratie, ook wel aangeduid als membraanfiltratie, soms grootschalig toegepast. Toepassingen zijn:
- Ontzilting. Zeewater kan met deze techniek in drinkwater worden omgezet. Dit is echter een kostbaar proces vanwege de benodigde installatie en de benodigde hoeveelheid energie om het zeewater op de juiste druk te brengen. Het probleem van de verstopte filters is inmiddels opgelost, door na het bereiken van het verzadigingsniveau het membraan tijdelijk met zoetwater terug te spoelen. Het zout in het membraan wordt in het zoetwater opgenomen en deze extreem zoute oplossing wordt in de zee teruggepompt. Momenteel is het gebruik van omgekeerde osmose (reversed osmosis - RO) de manier om van zeewater zoetwater te maken op zeegaande schepen. Nu steeds minder schepen stoombedrijf voeren voor voortstuwing of hulpbedrijf is het gebruik van het alternatief (flashverdampers) economisch minder interessant dan RO-installaties.
- Ontharding. Het door omgekeerde osmose verkregen permeaat bevat geen kalk. Wanneer uit grondwater of mineraalrijke bronnen gewonnen drinkwater een te hoge waterhardheid heeft, verlagen waterleidingbedrijven dit door het te mengen met permeaat.

Permeaat wordt ook gebruikt in grotere spoelkeukens in de horeca om machinaal vaat- en glaswerk te wassen. Dit resulteert in glanzend, poleervrij vaat- en glaswerk.
De industrie gebruikt omgekeerde osmose als alternatief voor destillatie om ultrapuur water te verkrijgen, bijvoorbeeld voor gebruik als ketelvoedingswater om ketelsteen te voorkomen.

### Eindgebruikers
Bij verbruikspunt-drinkwatersystemen (point of use) vindt de ultrafiltratie niet onder hoge druk, maar onder lage druk plaats. Deze lage druk omgekeerde osmose techniek wordt toegepast waar het beschikbare grond- of leidingwater onvoldoende zuiver is voor het gewenste gebruik en flessenwater (gedestilleerd water, bronwater, etc.) om praktische of financiële redenen niet in aanmerking komt. De kwaliteit van het geproduceerde water is afhankelijk van de duur van de omgekeerde osmose en de gehanteerde druk. Er zijn verschillende systemen en apparaten op de markt. Mogelijke toepassingen zijn:
- Zuivering van mineraalrijk grondwater uit private grondwaterputten.
- Zuivering van regentonwater van bacteriën en algen.
- Extra zuivering van drinkwater voor specifieke toepassingen of wensen.

## Hemodialyse
Ultrafiltratie wordt toegepast als een nierfunctievervangende therapie waarbij vocht wordt onttrokken aan het lichaam. Deze therapie wordt toegepast indien de nieren niet meer in staat zijn voldoende vocht uit te scheiden in de urine. Tijdens dialyse wordt de techniek van ultrafiltratie vaak gecombineerd met hemodialyse.
De hoeveelheid te onttrekken vocht wordt bepaald door een arts en hangt af van een aantal factoren:
- streefgewicht
- gewicht voor dialyse
- bloeddruk
- eten en drinken tijdens dialyse
- infuusvloeistof tijdens dialyse
- hoeveelheid diurese van de patiënt

Voor deze behandeling wordt een hemodialysemachine of kunstnier gebruikt. Toepassing vindt plaats op een dialyse-afdeling van een ziekenhuis.
Ultrafiltratie wordt uitgedrukt in een getal ml/uur/mmHg.
Omdat het circulerend bloedvolume in het lichaam daalt is er gevaar voor hypotensie. Doorgaans zal het lichaam dit compenseren door vernauwing van de bloedvaten in de ledematen (perifere vasoconstrictie) en het aanvullen van het circulerend bloedvolume vanuit de weefsels. Daarnaast zullen tijdens een behandeling met ultrafiltratie aanvullende maatregelen worden genomen om hypotensie te voorkomen.